# جروي
جروي هي العاصمة الإدارية لولاية بونتلاند أو مايعرف تاريخيًا بأرض البنط شمال شرق الصومال.

## الموقع
تقع جروي في وادي نوجال ، يحده صعودًا تدريجيًا الهضاب العالية التي تصل عمومًا إلى ارتفاعات من 500 إلى 1000 متر (1600 إلى 3300 قدم) فوق مستوى سطح البحر في الشمال والغرب والجنوب. يعبر الجزء الغربي من نفس الهضبة العديد من الوديان والمجاري المائية الجافة. تشكل تربية الماشية أساس الاقتصاد ، ويتم جمع اللبان والمر من الأشجار البرية.

## الأحداث التاريخية

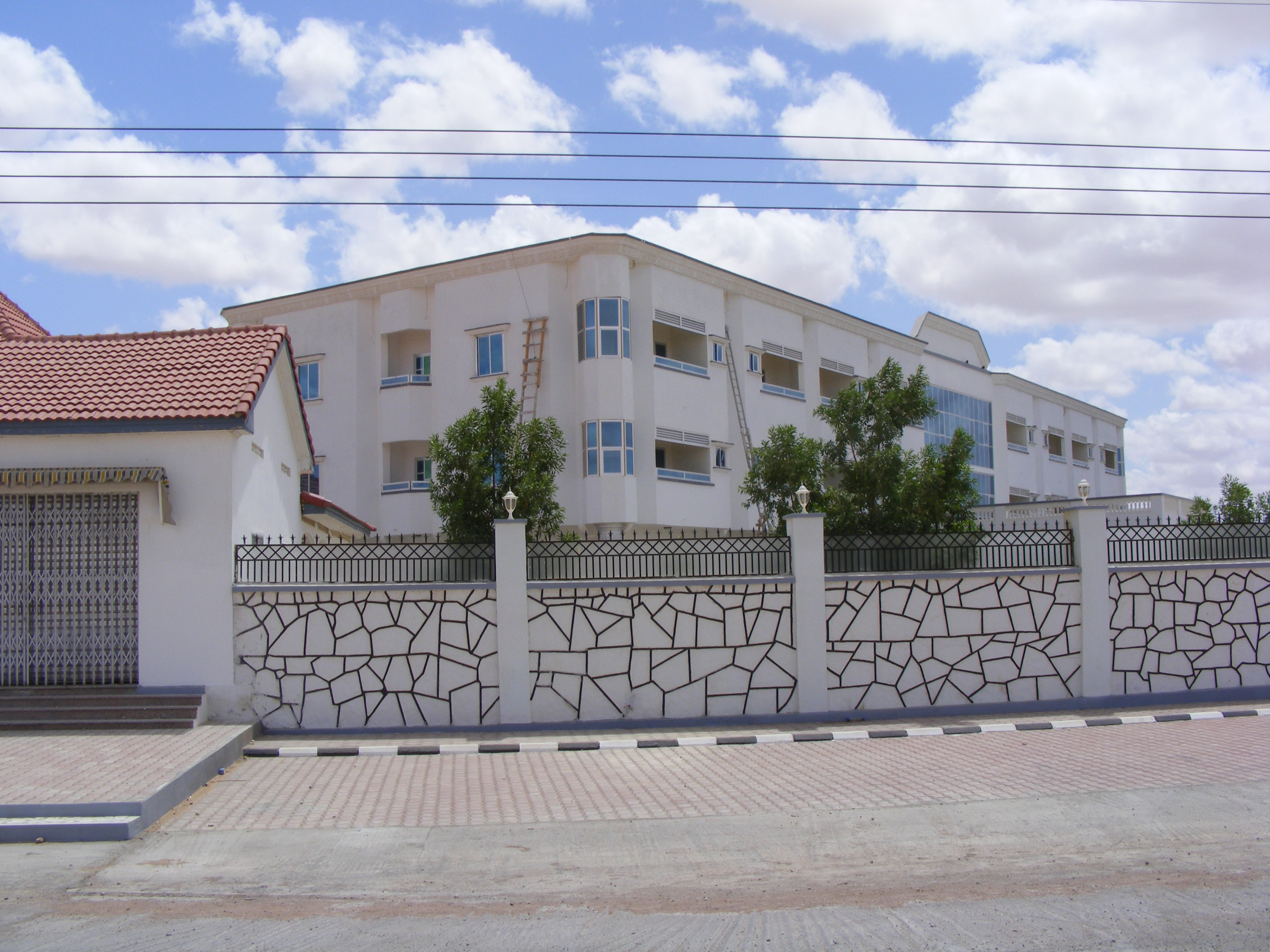
منطقة سكنية في غاروي.

خلال القرن التاسع عشر ، كانت جروي جزاً كبيراً من شمال شرق الصومال جزءًا لا يتجزأ من سلطنة ماجيرتين ، التي يحكمها الملك عثمان محمود ، ابن عم السلطان يوسف علي قناديد من سلطنة هوبيو.
تم دمج العاصمة لاحقًا في أرض الصومال الإيطالية خلال الفترة الاستعمارية.
بعد الاستقلال ، أصبحت جروي مركزًا لمنطقة نوجال. تمت إعادة تعيين المدينة لاحقًا في أوائل السبعينيات كعاصمة إقليمية لمنطقة تتكون من لاس عانود وأيل. على امتداد وادي نوجال ، سيُطلق على هذا التقسيم الإداري الجديد اسم نوجال.
بعد اندلاع الحرب الأهلية عام ١٩٩١ ، عُقد مؤتمر دستوري محلي في غاروي عام 1998 على مدى ثلاثة أشهر. بحضور النخبة السياسية في المنطقة ، وكبار السن التقليديين (الشيوخ الحكماء)، وأعضاء مجتمع الأعمال ، والمثقفين وممثلي المجتمع المدني الآخرين ، تم إنشاء دولة بونتلاند الصومالية المستقلة رسميًا فيما بعد لتقديم الخدمات للسكان ، وتوفير الأمن ، وتسهيل التجارة ، والتفاعل مع كل من الشركاء المحليين والدوليين.

## التركيبة السكانية
يبلغ عدد سكان منطقة غاروي الأوسع نطاقا بـ 500 000 نسمة. ومسكونة ب مدينة غاروي صوماليون من دارود، ولا سيما ماجرتين وليلكاسي ودولبهانتي ومهرة وأورتبل، ويعيش سكان مادهيبان في المدينة أيضا.

## مرافق
يخدم المدينة مطار غاروي.

## الأشخاص البارزون
- عبد الرحمن محمد محمود فارولي - رئيس بونتلاند الأسبق (2009-2014)
- سلطان هرى - منتخب سلطان العشيرة الفرعية
- يوسف محمد إسماعيل - سفير الصومال السابق في سويسرا
- عبدي فارح سعيد (جحا) - وزير الداخلية والشؤون الفيدرالية الأسبق (الصومال). ووزير داخلية لأرض البنط الحالي
- أبشر عمر هروسي - وزير الخارجية الصومال الحالي.
- أحمد عيسى عوض - وزير خارجية صومالي سابق.

## الجغرافية

### الموقع
تقع جروي في شمال شرق الصومال ، في قلب ولاية أرض البنط. تشمل المستوطنات القريبة إلى الشرق المستوطنه جيلاب (4.8 نانومتر) ، إلى الشمال الشرقي المستوطنه قلقالوع (15.3 نانومتر) ، إلى الشمال المستوطنه ليباح سيحاى (2.5 نانومتر) ، إلى الشمال المستوطنهالغربي جيدا ديبابو (12.2) ، إلى الغرب بيهين (5.9 نانومتر) ، إلى الجنوب الغربي لوغو (6.0 نانومتر) ، إلى الجنوب صلاحلي (5.3 نانومتر) ، وإلى الجنوب الشرقي وار ويتان (9.7 نانومتر). أكبر المدن القريبة من جروي هي قرضو (205 كم) ،  جالكعيو (216 كم) و ايرجافو (275 كم).

## معرض صور

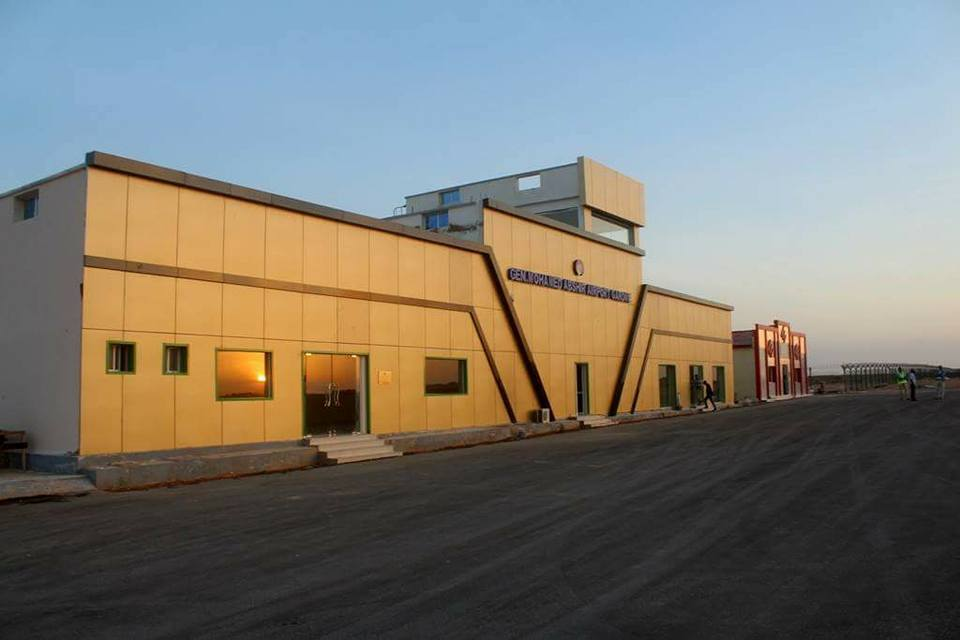
مطار الجنرال محمد أبشر الدولي في جروي
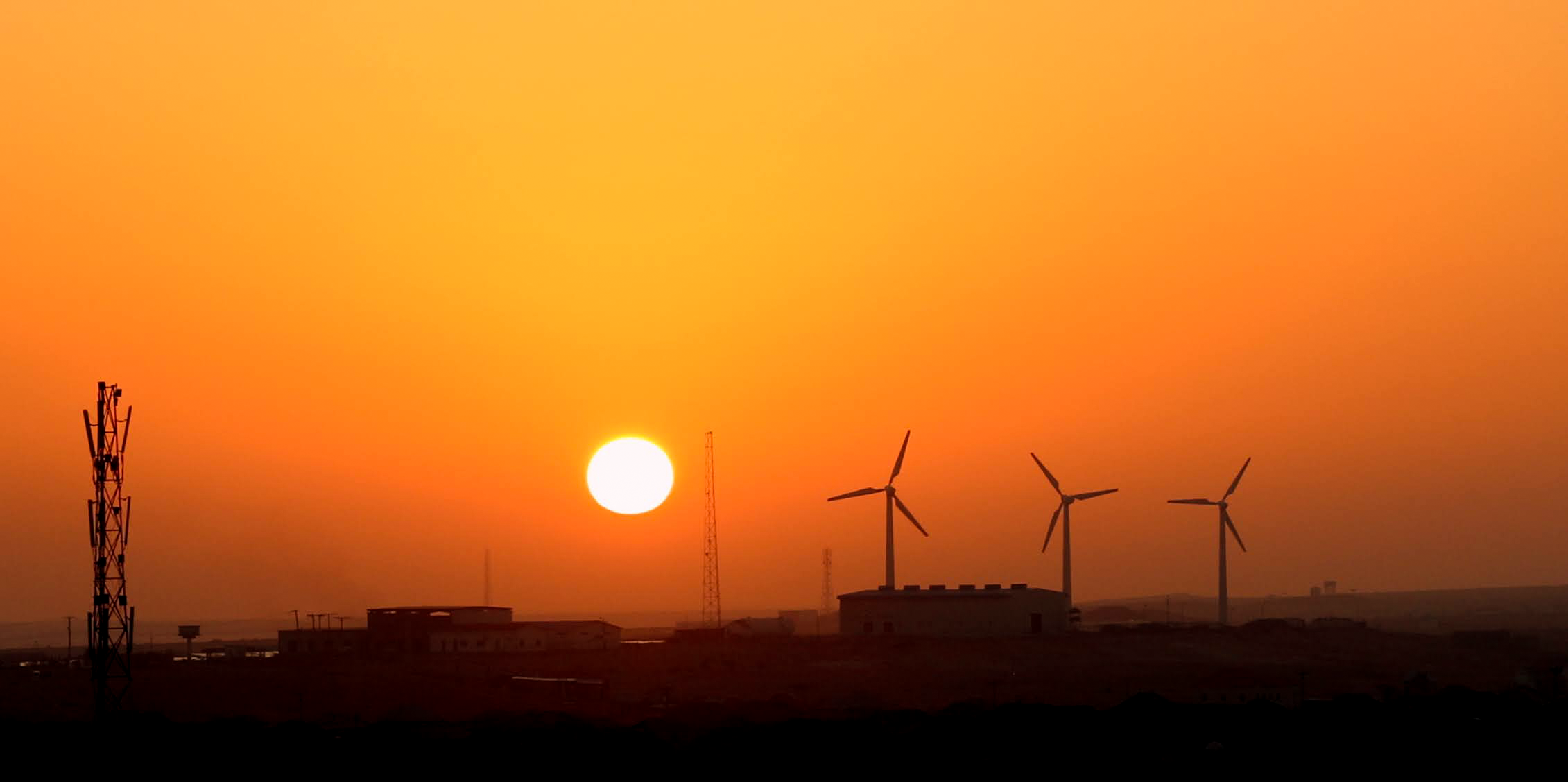
مشهد شروق الشمس من مدينة جروي، ويظهر في الصورة مقر شركة الكهرباء نيكسوم Necsom
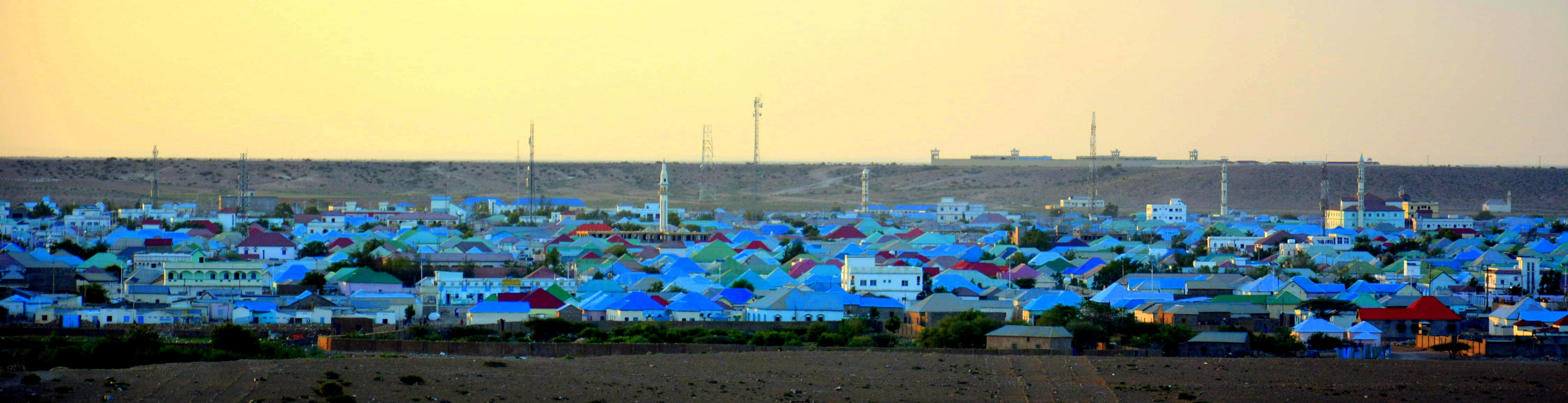
صورة بانورامية لأحد أحياء جروي
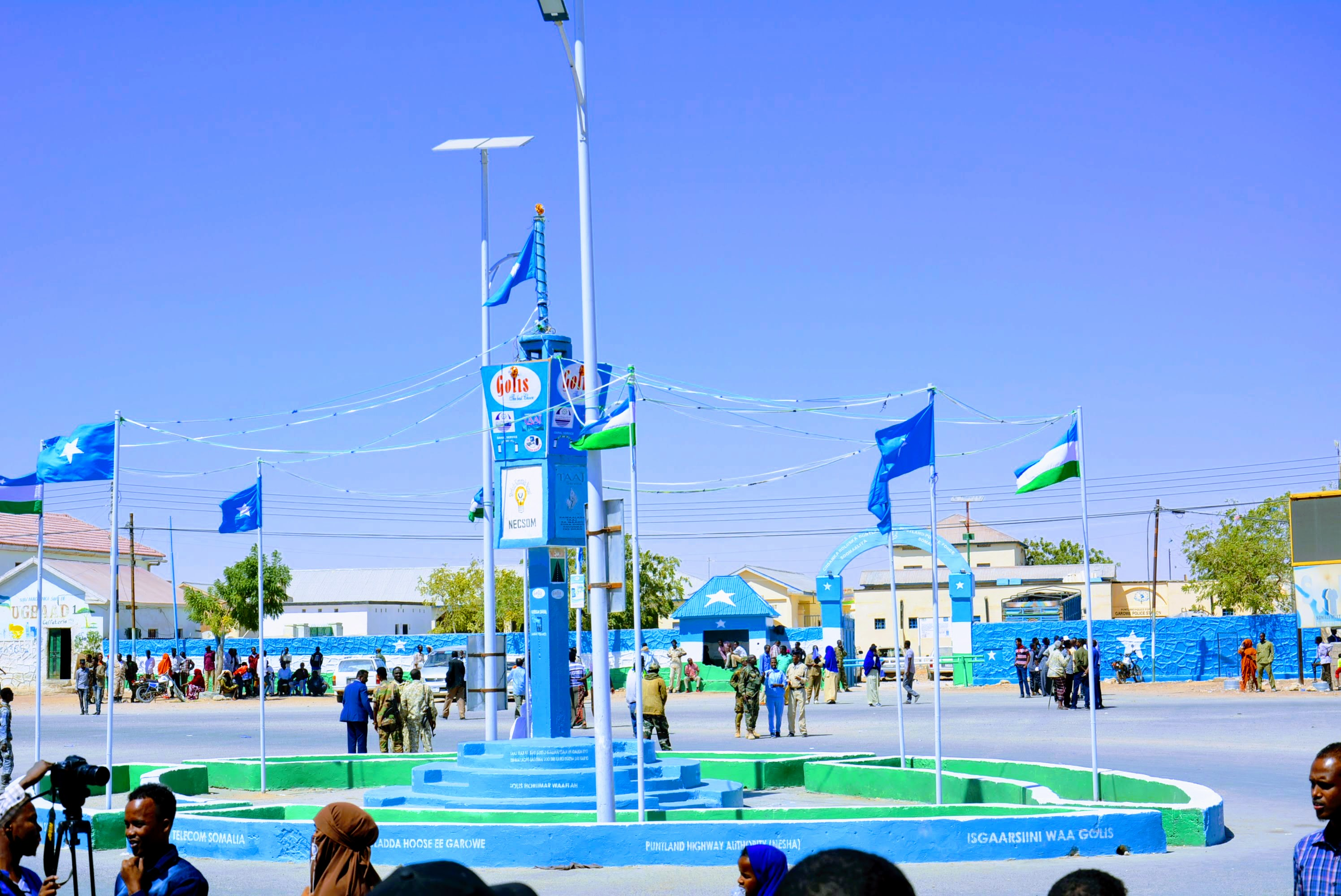
ميدان جروي في وسط المدينة (Barxadda Garowe)
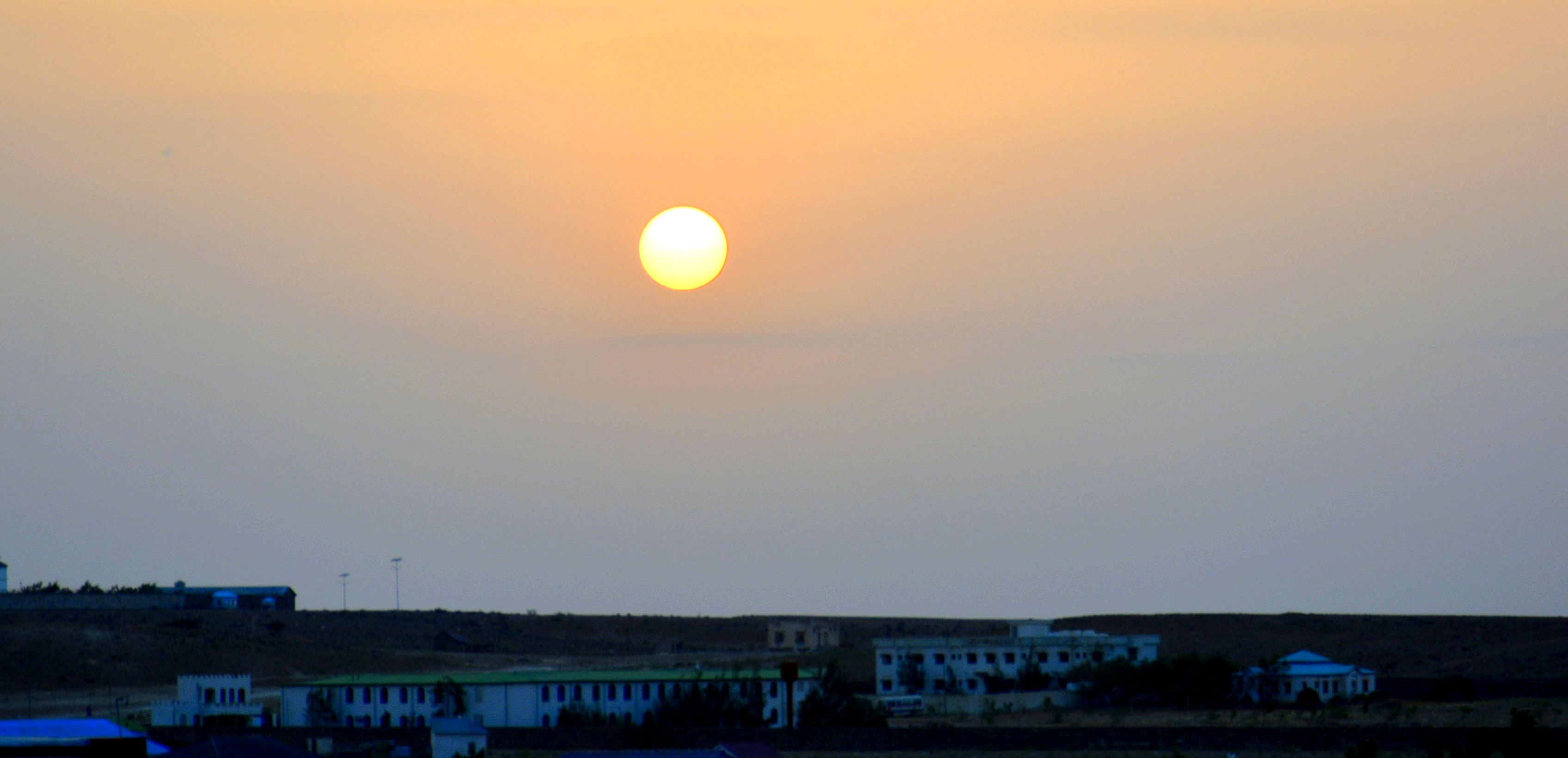
مشهد غروب الشمس في جروي ويظهر في الصورة من اليمين أكاديمية تدريب المعلمين GTEC وفي طرف الصورة من اليسار القصر الرئاسي
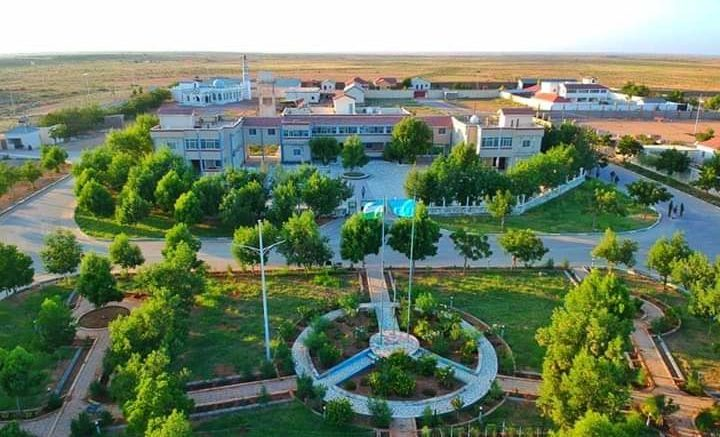
القصر الرئاسي في جروي
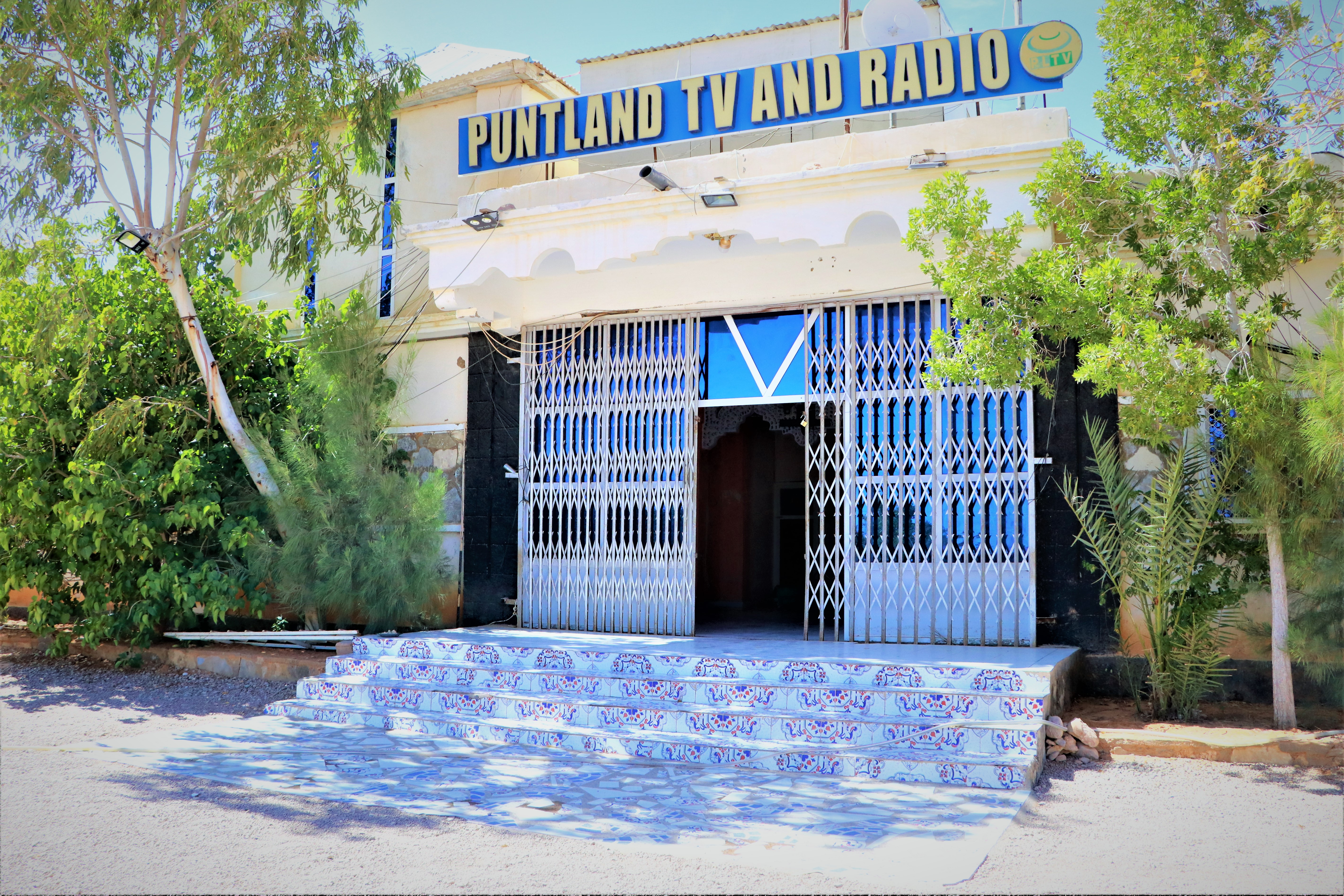
مبنى هيئة الإذاعة والتلفزيون في بونتلاند الحكومية

### المناخ
يتميز جروي بمناخ صحراوي حار ( تصنيف مناخ كوبن BWh ). على هذا النحو ، قد يكون الطقس حارًا ومشمسًا وجافًا بشكل عام. تحدث أبرد متوسط درجات الحرارة خلال شهري نوفمبر إلى فبراير ، عندما تتراوح قراءات مقياس الحرارة من 23 إلى 25 °م (73.4 إلى 77.0 °ف) . يسخن الطقس ببطء في الربيع ، حيث يبدأ موسم الأمطار في أبريل. يصل متوسط درجات الحرارة لاحقًا إلى حد أقصى يبلغ حوالي 41 °م أو 105.8 °ف خلال فترة الصيف. تعال إلي شهر سبتمبر ، يبدأ الاعتدال التدريجي في الظهور مرة أخرى. هطول الأمطار السنوي منخفض ، بمتوسط 133 مليمتر أو 5.2 بوصة. عادة ما تكون السماء صافية ومشرقة طوال العام.
| البيانات المناخية لـ{{{location}}} | البيانات المناخية لـ{{{location}}} | البيانات المناخية لـ{{{location}}} | البيانات المناخية لـ{{{location}}} | البيانات المناخية لـ{{{location}}} | البيانات المناخية لـ{{{location}}} | البيانات المناخية لـ{{{location}}} | البيانات المناخية لـ{{{location}}} | البيانات المناخية لـ{{{location}}} | البيانات المناخية لـ{{{location}}} | البيانات المناخية لـ{{{location}}} | البيانات المناخية لـ{{{location}}} | البيانات المناخية لـ{{{location}}} | البيانات المناخية لـ{{{location}}} |
| الشهر                              | يناير                              | فبراير                             | مارس                               | أبريل                              | مايو                               | يونيو                              | يوليو                              | أغسطس                              | سبتمبر                             | أكتوبر                             | نوفمبر                             | ديسمبر                             | المعدل السنوي                      |
| ---------------------------------- | ---------------------------------- | ---------------------------------- | ---------------------------------- | ---------------------------------- | ---------------------------------- | ---------------------------------- | ---------------------------------- | ---------------------------------- | ---------------------------------- | ---------------------------------- | ---------------------------------- | ---------------------------------- | ---------------------------------- |
| [بحاجة لمصدر]                      |                                    |                                    |                                    |                                    |                                    |                                    |                                    |                                    |                                    |                                    |                                    |                                    |                                    |

## المقاطعات
تنقسم مدينة جروي إلى عدة المقاطعات الإدارية:
- مقاطعة 1 أغسطس
- مقاطعة هنتيوداج
- مقاطعة هلاع
- مقاطعة هودن
- مقاطعة هورسيد
- مقاطعة إسراع
- مقاطعة وابري
- مقاطعة ودجير

## إعلام
توجد مؤسسات إعلامية المختلفة في مدينة جروي. لدى هيئة الإذاعة والتلفزيون بونتلاند للمكتب الرئيسية في المدينة جروي.
إذاعة جروي ، المنفذ الشقيق لـ جروي اون لاين ، متمركز في هذاالعاصمة. وفي مايو 2013، أطلقت هيئة الإذاعة محطة اف ام إضافية في مدينة بوصاصو. إذاعة دالجير ، أكبر محطة إذاعية في أرض البنط ، لديها أيضًا استوديو في جروي، ويقع المركز الرئيسي في بوصاصو. تصل شبكة البث المكونة من 7 أجهزة إرسال اف ام إلى معظم أنحاء أرض البنط بالإضافة إلى جزء من منطقة غلمدغ المجاورة إلى الجنوب الصومال.

## التعليم
يوجد في جروي عدد من المؤسسات والمرافق الأكاديمية. ووفقاً لوزارة التعليم في أرض البنط، هناك 30 مدارس إبتدائية في مدينة جروي. من بينها الواحة ، الحكمة ، مايلي، واباري ودرويش، التي سميت على اسم دولة الدراويش. تشمل المدارس الثانوية فيها الواحة الثانوية ، جمبول ، امام نواوي ونوجال الثانوية.
الحرم الجامعي الرئيسي لجامعة ولاية بونتلاند يقع هنا هنا أيضًا. نشأت المدرسة من كلية جروي للإدارة، وهي كلية للنساء في مدينة جروي تقدم دورات في إدارة الأعمال والمحاسبة ومهارات الكمبيوتر واللغة الإنجليزية للأعمال. وبعد تخرج 60 تلميذاً في عامها الافتتاحي ، تم توسيع المدرسة لتستمر لمدة عامين وأعيدت تسميتها إلى كلية مجتمع بونتلاند (PCC). في عام 2004 ، قام PCC مرة أخرى بتوسيع منهجه الدراسية ، حيث قدم هذه المرة برامج مدتها أربع سنوات؛ تمت إعادة تسميتها أيضًا إلى جامعة ولاية بونتلاند (PSU).
تشمل مؤسسات التعليم العالي الأخرى في المدينة كلية تعليم المعلمين في جاروي (GTEC)، وهو مركز تدريب معلمي المرحلة الابتدائية الذي يلبي احتياجات المنطقة الأكبر. ولدى جامعة شرق أفريقيا (EAU) أيضًا فرع في عاصمة جروي، وهو أحد فروعها السبعة في أرض البنط.

## المدن الشقيقة
في نوفمبر 2014، أعلنت بلدية جروي أنها م ن المقرر أن تجتمع مع بلدية جبزي في تركيا من أجل وضع اللمسات الأخيرة على اتفاقية المدينة الشقيقة بين جروي وجبزي.

## المواصلات

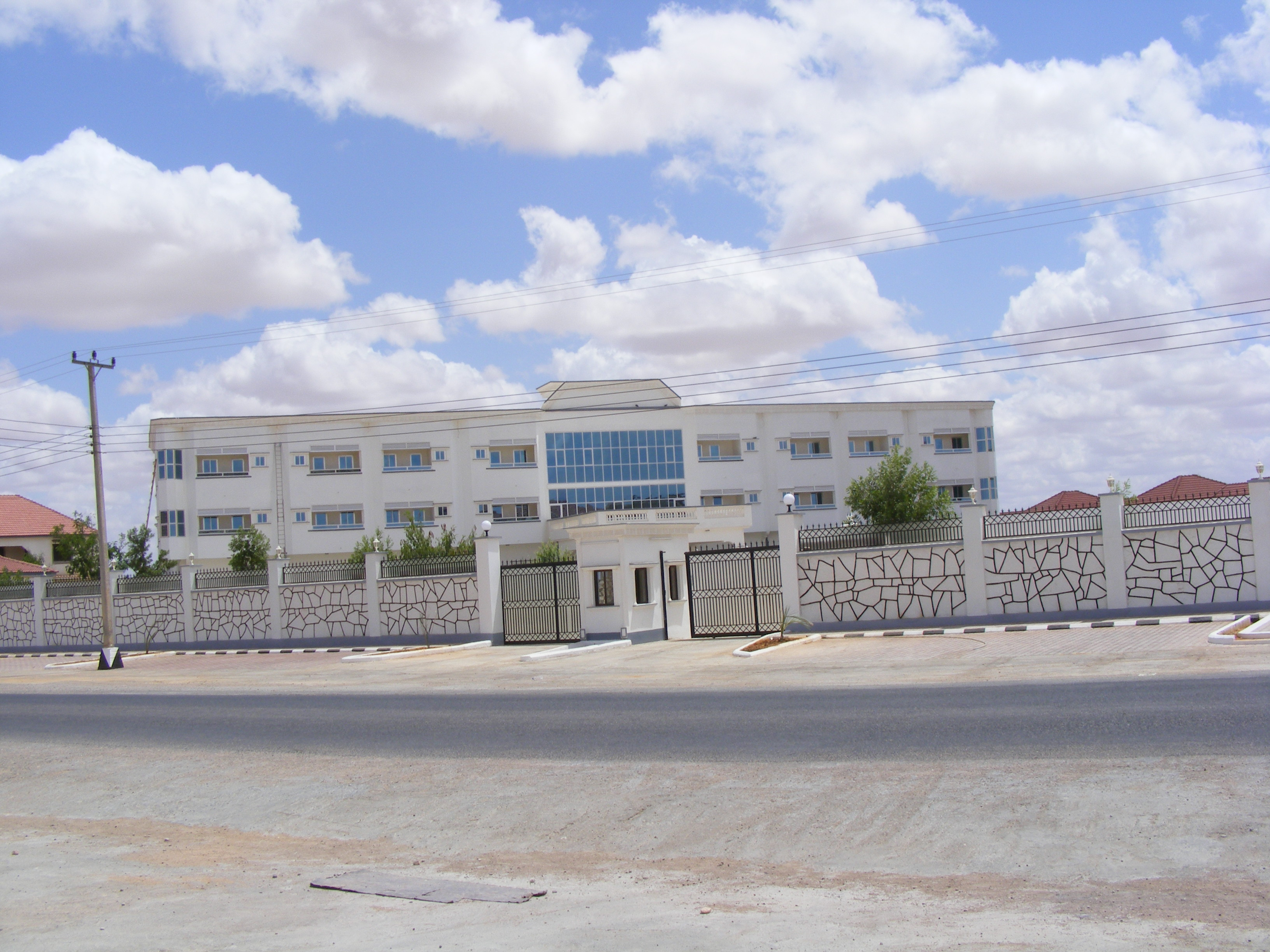
منظر على جانب الطريق لأحد أحياء جروي.

يتم اجتياز جروي بواسطة 750 كم الطريق السريع بين الشمال والجنوب. فهو يربط المدن الكبرى في الجزء الشمالي من البلاد، مثل بوصاصو وجالكعيو، مع المدن في الجنوب الصومال. في عام 2012، أكملت هيئة الطرق السريعة في بونتلاند أعمال إعادة تأهيل الشريان المركزي الذي يربط جروي—بجالكعيو. بدأت هيئة النقل أيضًا في مشروع ترقية وإصلاح في يونيو 2012 على طريق جروي—بوصاصو السريع الكبير. بالإضافة إلى ذلك ، هناك خطط علي قيد التنفيذ لبناء طرق جديدة تربط المدن الساحلية في المنطقة بالطريق الرئيسي.
في أكتوبر 2014، وضع رئيس السابق عبد الولي محمد علي غاس الأساس لطريق سريع جديد يربط القصر الرئاسي في جروي بأجزاء أخرى مختلفة من العاصمة الإدارية. تم توفير التمويل للمشروع من قبل حكومة أرض البنط. ووفقاً لرئيس الهيئه الطرق السريعة في بونتلاند، محمود عبد النور آدم ، فإن الطريق الجديد يهدف إلى تسهيل النقل والحركة المحلية. وأشار وزير السابق للأشغال العامة في بونتلاند محمد هيرسي أيضًا إلى أن سلطات بونتلاندية تخططت لبناء وإصلاح الطرق الأخرى المرتبطة بالمراكز الحضرية الإقليمية. وفي مارس/آذار 2015، افتتح رئيس السابق غاس طرقًا إضافية معبدة تم بناؤها حديثًا في العاصمة. تم إنشاء الشوارع من قبل شركة محلية من خلال المشروع JPLG. كما افتتح رئيس غاس طريقًا أسفلتيًا جديدًا بطول كيلومترين في جروي، وهو مشروع بناء نفذته السلطات البلدية. ووفقاً للمحافظة نوجال عبد الله أو عيسى، فإن الطريق السريع يربط الأحياء الشرقية للمدينة بمنطقة وسط المدينة، ويهدف إلى دعم البنية التحتية المحلية المستمرة ومبادرات التنمية التجارية. إنه الطريق الثامن من البيتومين الذي تم الانتهاء منه في المدينة منذ عام 2014، حيث تهدف بلدية جروي إلى تحويل جميع شوارع المدينة إلى الأسفلت.
في مارس 2015، أطلق غاس بالتعاون مع سفير الاتحاد الأوروبي لدى الصومال ميشيل سيرفوني دورسو والسفير الألماني لدى الصومال أندرياس بيشكي أيضًا مشروع صيانة الطرق المستدامة. كجزء من اتفاق الصفقة الجديدة للصومال، تم تسهيل تنفيذ المبادرة من خلال 17.75 مليون يورو و3 ملايين يورو مقدمة من الاتحاد الأوروبي وشركة (بالألمانية: Deutsche Gesellschaft für Internationale Zusammenarbeit (GIZ))‏ ، على التوالي. ومن بين الأهداف الأخرى ، يهدف المشروع إلى تجديد الطريق السريع بين غروي وجالكعيو، بما في ذلك تمويل تجديد الأجزاء المتضررة من الطريق وبناء السدود وهياكل السيطرة على الفيضانات. وتتضمن المبادرة أيضًا برنامج صيانة سنوي روتيني ، يركز على تنظيف الجوانب، وتنظيف الجسور بعد الفيضانات، وإزالة الصرف الصحي والقنوات، وردم الحفر. بالإضافة إلى ذلك، سيقدم المشروع دعمًا في مجال السياسات لوزارة الأشغال العامة في بونتلاند وهيئة الطرق السريعة في بونتلاند، وسيتلقى المقاولون المحليون تدريبًا أثناء العمل لرفع مستوى مهاراتهم.
يتم تلبية احتياجات النقل الجوي المحلي من خلال مطار غاروي الدولي ، وهو مطار رئيسي يقع على بعد حوالي 12 كم من وسط المدينة. تم افتتاحه رسميًا في عام 2010 تحت رعاية وزارة الطيران المدني والمطارات. تم الانتهاء من المرحلة الأولى من بناء المطار من خلال شراكة بين القطاعين العام والخاص على مدى سبع سنوات، حيث ساعدت شركة مبارك للإنشاءات ومقرها غاروي بشكل كبير في استكمال المشروع. يحاول المطار أيضًا الالتزام بمعايير النقل الجوي التي وضعتها منظمة الطيران المدني الدولي (ICAO).
في مارس 2015 ، عُقد اجتماع عمل في دبي لتقييم العطاءات المقدمة من مختلف الشركات التي تقدمت بعروض للحصول على عقد لبناء مطار جديد في جروي. تم تنظيم مشروع البناء من قبل وزارتي الطيران والمالية في أرض البنط، بمساعدة الصندوق الكويتي. وبحسب ما ورد حصلت أربع شركات على العقد ، ومن المقرر الإعلان عن الفائز (الفائزين) بالمناقصة رسميًا في أبريل من العام.